# Dave Murray
David Michael Murray (* 23. prosince 1956 Edmonton, Londýn) je anglický kytarista a skladatel; člen heavymetalové skupiny Iron Maiden, ke které se připojil jen dva měsíce po jejím založení v roce 1975.
Používá kytary typu Stratocaster. Je proslulý svými rychlými sóly, a je považován[kým?] za jednoho z nejlepších kytaristů na světě. Jeho skromnost způsobilo to, že jako malý vyrůstal ve velmi chudé skotsko-irské rodině.
Jako malý hrál fotbal a kriket, o hudbu se začal zajímat v 15 letech, když v rádiu slyšel skladbu "Voodoo Child" od Jimi Hendrixe. Jeho matka mu koupila první kytaru – byla vyrobena z balzového dřeva, ze strun mu krvácely prsty. První solidní kytara, kterou měl, byla Woolworth Top 20. Tuto kytaru od něj později odkoupil jeho kamarád Adrian Smith. S ním hrál ve své první skupině Stone Free, kde Adrian zpíval. Byl to právě Dave, který dovedl Adriana ke hře na kytaru. Od té doby hrál v mnoha kapelách dokud roku 1975 nepotkal Steva Harrise z Iron Maiden, ke kterým se připojil. Krátce na to, po rozepři s tehdejším zpěvákem Dennisem Wilcockem, Iron Maiden opustil a znovu se přidal k Adrianu Smithovi a jeho kapele Urchin. Poté s nimi nahrál singl nazvaný "Black Leather Fantasy". Po singlu Dave skupinu Urchin opustil a vrátil se do Iron Maiden odkud odešel zpěvák Wilcock.
Jako dítě hrával fotbal, byl velkým fanouškem klubu Tottenham Hotspur FC, ale kvůli častému stěhování se ve fotbale moc neprosadil.  

## Aparatura
Dave Murray používá zejména kytary značky Fender, modely Stratocaster ze série American Custom Shop. Kytary má netradičně osazené třemi humbuckery Seymour Duncan Hot Rails. Jeho signature model z roku 2015 je osazen ve středové poloze snímačem Seymour Duncan SJBJ-1N. Jeho starší signature model je osazen DiMarzio Super Distortion DP100 (kobylka), American Vintage '57/'62 (střed), DiMarzio PAF DP-103 (krk). Kytary má osazené dvojzvratným tremolem Floyd Rose. Výjimku tvoří jeho starší signature model, který je osazen klasickým vintage tremolem. (Murray během koncertů používá již upravený model, určený pro japonský trh, který je osazen tremolem Floyd Rose a snímači DiMarzio Super Distortion DP100 (kobylka i krk), a Fender Texas Special (střed). Občas používá kytaru Gibson Les Paul Traditional. Tato kytara byla původně určená pro Adriana Smitha, Murrayovi se ovšem tak zalíbila, že si ji nechal on. Během turné Maiden England 2014 odehrál písničku Wasted Year na kytaru Gibson Flying V. Dříve používal různé kytary různých značek.

Struny: Ernie Ball 2223 (.009-.042)

### Rack
- Korg DRT1 (digitální ladička)
- Shure U4D (bezdrátový set, využívá ho velmi málo)
- Dunlop DCR-1SR (klasické Cry Baby umístěné v racku a ovládané expression pedálem)
- Pete Cornish custom built, jednotky pro napájení a vedení signálu (přepínaní mezi vstupem do ladičky nebo efektovou cestou)
- Marshall JMP-1, elektronkový preamp ovládaný přes midi
- Mike Hill Custom Uni-Vibe/Tube Screamer (racková verze dvou známých efektů)
- Marshall JFX-1 (efektová jednotka)
- TC Electronic G-Force (digitální efektová jednotka)
- Fulltone Deja’Vibe
- Fulltone Clyde Standard Wah Pedal
- Rocktron All-Access Foot Controller (Midi Ovladač)

### Zesilovače
- Marshall JCM2000 DSL, používá se pouze power amp, signál přiveden do vstupu efektové smyčky
- Marshall 9200 (záložní power amp v racku)

### Reproboxy
- Marshall 1960B, osazené 4x12" reproduktory Celestion G12T 75W (celkový výkon 300W)